# Genipa

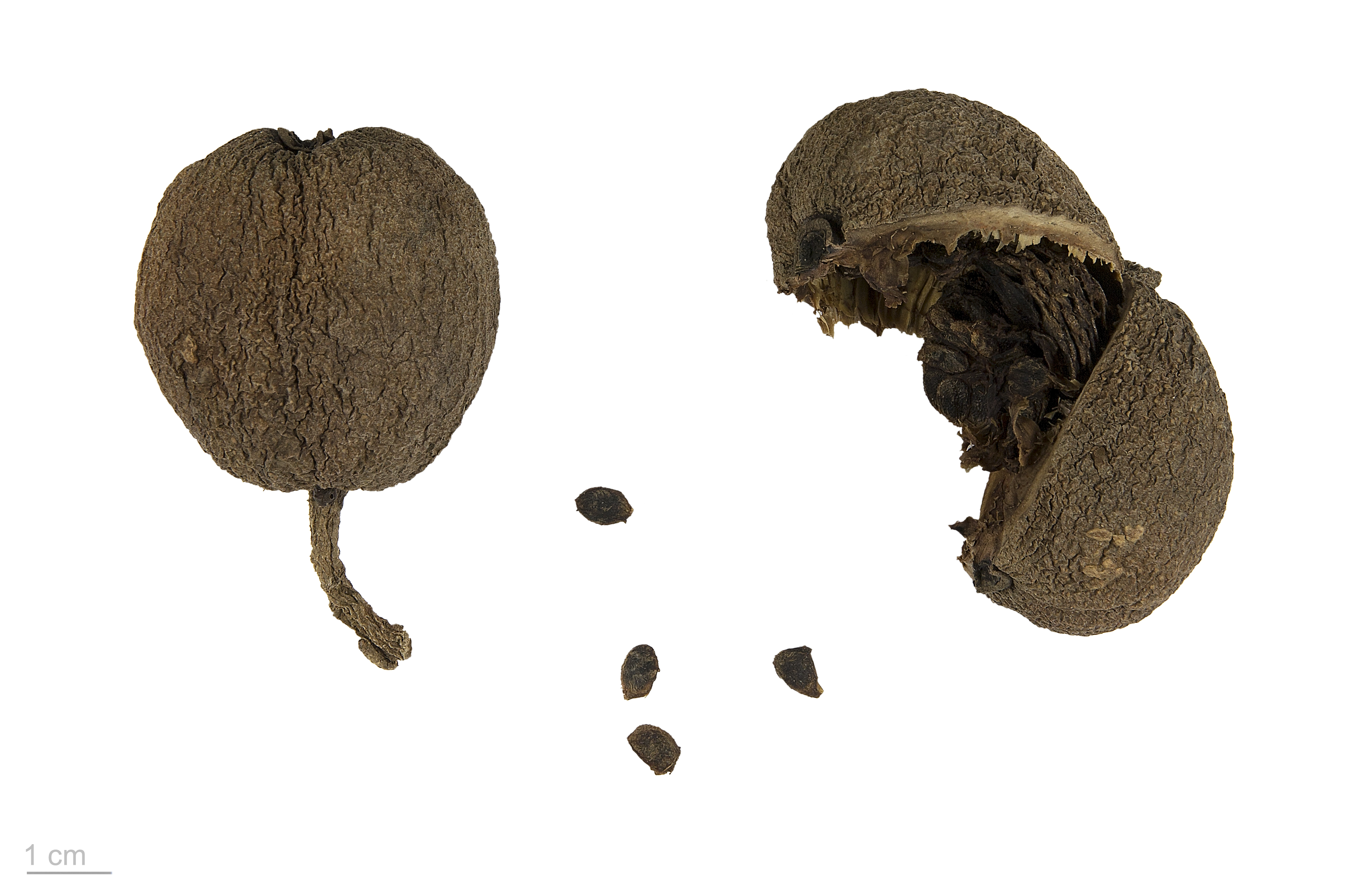
Genipa spruceana - MHNT

Genipa es un género de plantas con flores del orden de las Gentianales de la familia de las Rubiaceae. Comprende 24 especies descritas y de estas, solo 4 aceptadas.

## Descripción
Son árboles o arbustos inermes, terrestres, dioicos; ramificación generalmente simpódica. Hojas opuestas, isofilas, sin domacios; nervadura menor no lineolada; estípulas interpeciolares y a veces brevemente intrapeciolares, triangulares a ovadas, o erguidas, imbricadas o valvares, caducas. Inflorescencias estaminadas terminales, dicasiales, tirsoides o corimbiformes, con 3-numerosas flores, bracteadas. Flores estaminadas sésiles a pediceladas; limbo calicino truncado a 5-6-lobado, sin calicofilos; corola hipocraterimorfa a infundibuliforme, blanca, a veces tornándose amarilla después de la antesis, los lobos 5-6, convolutos, sin apéndices; estambres 5-6, exertos, las anteras dorsifijas, sésiles; pistilodio presente, similar al estilo y el estigma de las flores pistiladas, brevemente exerto o incluido. Flores pistiladas terminales, solitarias, generalmente sin brácteas, pediceladas a subsésiles; limbo calicino similar al estaminado; corola similar a la estaminada o a veces más grande; estaminodios presentes, incluidos a parcialmente exertos, con anteras reducidas y abortivas; estigmas claviformes o subcapitados, cortamente 2-4-lobados o acostillados, parcialmente exertos o incluidos; ovario 1-locular (aparenta ser 2-locular en fruto), los óvulos numerosos, parietales. Frutos en bayas, subglobosas a elipsoidales, pardas o negruzcas, el pericarpo coriáceo a leñoso, liso o a veces suberoso, la pulpa carnosa y frecuentemente de color oscuro; semillas numerosas, elipsoidales a subcirculares, comprimidas, lisas.

## Fitoquímica

### Perfil nutricional
Un estudio realizado por Bentes et al. (2014) analizó la composición nutricional del mesocarpio y el endocarpio en frutos verdes en donde se registraron el pH	(4.49 mesocarpio y 5.21 endocarpio), el contenido de azúcares totales (10.69% mesocarpio y 9.63% endocarpio) de los cuales tiene de azúcares reductores 3.2% en el mesocarpio y 2.87% del endocarpio, y de fibra total (7.88% mesocarpio y 16.76% endocarpio). Para proteína, se reportó 0.62% en el mesocarpio y 3.19% del endocarpio. 
El fruto es fuente significativa de vitaminas A, C, y E, así como vitaminas del complejo B, en especial riboflavina. 

### Perfil lipidico
El fruto presenta 0.29% de fracción lipídica en el mesocarpio y 0.54% del endocarpio. El fruto de cuenta con concentraciones considerables de fitoesteroles, como el campesterol, el estigmasterol y el β-sitosterol.  
La semilla presenta un contenido lipídico de 7.08% el cual presenta los ácidos linoleico (61.5%), oleico (10.7%), palmítico (13.1%) y esteárico (9.1%). 
Un estudio del  aceite esencial de las hojas de G. americana mostró que sus componentes principales son el pentadecanal, ácido linoleico, benzoato de (3Z)-hexenilo, (2E)-decenal, (2E,4E)-decadienal, (E,E)-α-farneseno y (E)-β-ocimeno.
El genipatriol es un triterpenoide tipo cicloartano característico de este género:

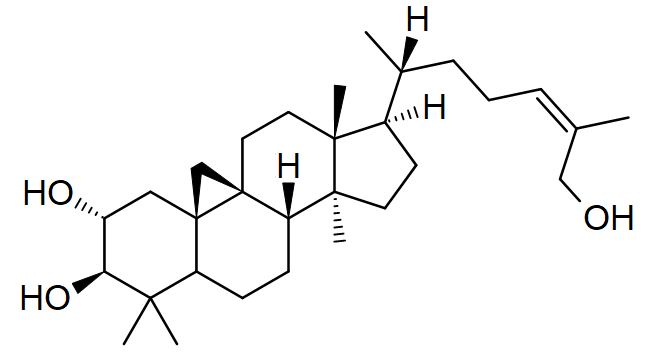
Genipatriol

### Compuestos fenólicos
Se han reportado flavonoides de la fracción de acetato de etilo de las hojas de Genipa: quercetin-3-O-robinósido, kaempferol-3-O-robinósido, isoramnetin-3-O-robinósido y, de la fracción de n- butanol, se aislaron (robinina)  e isoramnetina-3-O-robinósido-7-ramnósido.

### Terpenos
Genipa es reconocida por su contenido recurrente de iridoides y secoiridoides
|          |          |            |            |              |
| Genipina | Genipaol | Genipósido | Genamésido | Genamósido C |

|            |                |                  |             |
| Genipamida | Ácido genípico | Ácido genipínico | Genipacetal |

## Taxonomía
El género fue descrito por Carlos Linneo y publicado en Genera Plantarum, ed. 5 87. 1754. La especie tipo es: Genipa americana L.	

## Especies aceptadas
A continuación se brinda un listado de las especies del género Genipa aceptadas hasta mayo de 2015, ordenadas alfabéticamente. Para cada una se indica el nombre binomial seguido del autor, abreviado según las convenciones y usos.	
- Genipa americana L.
- Genipa chapelieri Drake
- Genipa infundibuliformis Zappi & Semir
- Genipa spruceana Steyerm.